# ميروسلاف كرليجا
ميروسلاف كرليجا (بالكرواتية: Miroslav Krleža، اللفظ: ‎[mǐrɔ̝slav̞ kř̩le̞ʒa]‏) شاعر وكاتب نثري ومسرحي يوغسلافي كرواتي (7 يوليو 1893 زغرب، الإمبراطورية النمساوية المجرية – 29 ديسمبر 1981، يوغسلافيا) من أبرز ممثلي الثقافة الكرواتية في فترتي المملكة (1918 – 1941) والجمهورية (1945 وحتى وفاته في 1981). اعتبره الكثيرون أعظم الأدباء الكروات في القرن العشرين.

## الطفولة والشباب
ولد كرليجا في زغرب الواقعة آنذاك في الإمبراطورية النمساوية المجرية (كرواتيا الحالية)، ثم انتسب إلى المدرسة العسكرية في بيتش ثم إلى الأكاديمية العسكرية في بودابست (كلتاهما في المجر في الوقت الحاضر). وخلال حرب البلقان الأولى هرب متطوعاً إلى الجيش الصربي ليحارب الأتراك العثمانيين، ولكنهم اشتبهوا بأنه جاسوس فلم يقبلوه. بعد عودته إلى كرواتيا تم تجريده من رتبته وأرسل برتبة جندي إلى الجبهة الشرقية للحرب العالمية الأولى.

## حياته
بعد الحرب العالمية الأولى صار ميروسلاف كرليجا من كبار الأدباء الحداثيين في يوغسلافيا التي تشكلت في سنة 1918 وبقي شخصية مثيرة للجدل سياسياً. كان كرليجا القوة المحركة في عدد من المجلات السياسية والأدبية اليسارية مثل Plamen («اللهب»، 1918) وKnjiževna republika («جمهورية الآداب»، 1923 – 1927) وDanas («اليوم»، 1934) وغيرها.
انتسب إلى الحزب الشيوعي اليوغسلافي منذ سنة 1918، لكنه طرد منه في سنة 1939 بسبب مواقفه غير التقليدية من الفن ودفاعه عن حرية التعبير في الفنون ضد الواقعية الاشتراكية.
في سنة 1947 صار نائب رئيس أكاديمية العلوم والفنون، ومن سنة 1951 وحتى مماته ترأس المعهد الكرواتي للصناعة المعجمية [الإنجليزية]، وسمي المعهد باسمه بعد وفاته.
توفي كرليجا في زغرب في 29 ديسمبر 1981، ودُفن في مقبرة ميروغوي.

## روابط خارجية
- ميروسلاف كرليجا على موقع IMDb (الإنجليزية)
- ميروسلاف كرليجا على موقع الموسوعة البريطانية (الإنجليزية)
- ميروسلاف كرليجا على موقع مونزينجر (الألمانية)
- ميروسلاف كرليجا على موقع ديسكوغز (الإنجليزية)
- ميروسلاف كرليجا على موقع قاعدة بيانات الفيلم (الإنجليزية)